# Verebélÿ Tibor (orvos, 1875–1941)
Verebélyi id. Verebélÿ Tibor (Budapest, 1875. január 28. – Budapest, 1941. március 28.) orvos, sebész, patológus, egyetemi tanár, a Magyar Tudományos Akadémia rendes tagja. Sebészorvosi munkássága a legkülönfélébb elváltozások műtéti gyógyítására kiterjedt, emellett sokat tett a sebészeti kórtan és kórismetan megszilárdításáért. 1914-től 1941-ig a budapesti Pázmány Péter Tudományegyetem orvosi karán a sebészeti tanszék tanszékvezető egyetemi tanára volt.
Id. Verebélÿ László (1841–1922) orvos, sebész fia, ifj. Verebélÿ László (1883–1959) villamosmérnök, akadémikus bátyja, ifj. Verebélÿ Tibor (1910–1986) orvos, sebész apja.

## Életútja
1895-ben a Budapesti Tudományegyetem kórbonctani intézetében helyezkedett el mint gyakornok. Közben orvosi tanulmányait végezte az egyetemen, orvosdoktori oklevelét 1900-ban szerezte meg. 1901-től 1908-ig az egyetem sebészeti klinikáján dolgozott mint műtőorvos (noha műtőorvosi képesítését csak 1902-ben szerezte meg), majd mint tanársegéd. 1908 után a fertőzéses sebészeti betegségek tárgykör magántanára, 1913–1914-ben nyilvános rendkívüli tanára volt az egyetemen. Egyidejűleg 1906 és 1914 között két gyógyintézetben is praktizált: a Stefánia Szegénygyermek Kórház sebész főorvosa, illetve az Új Szent János Közkórház osztályvezető főorvosa volt.
1914-től haláláig az orvosi karon a sebészet nyilvános rendes tanára, egyúttal az egyetem III. számú, 1919 után I. számú sebészeti klinikájának igazgatója volt. Egyetemi-klinikai munkája mellett az első világháború éveiben, 1915 és 1918 között első osztályú honvéd főtörzsorvosi rangban három katonai kórház munkáját felügyelte főorvosként, illetve igazgatóként, valamint a Magyar Királyi Rokkantügyi Hivatal Révész utcai kórházát is igazgatta. 1938–1939-ben az egyetem rektori tisztét töltötte be.
Verebélÿ  részt vett a szabadkőműves-mozgalomban, miután 1905-ben belépett a Madách páholyba. 1936-tól haláláig az egyetem képviseletében a felsőház tagja volt.

## Munkássága
Orvosi pályája és kutatásai elsősorban az ér- és idegsebészeti eljárások vonatkozásában jelentősek, de munkásságával hozzájárult többek között a lép-, gyomor-, bél-, hasnyálmirigy-betegségek és -elváltozások, a gyomorfekély, a golyva, a csontdaganatok műtéti úton való gyógyításának tökéletesedéséhez is.
Nagy szerepet tulajdonított a helyes diagnózishoz vezető sebészi patológiának, ezért behatóbban foglalkozott a harctéri és sportsérülések, a csontbetegségek és álízületek, a rákbetegségek, a hasnyálmirigy-elváltozások kórtani leírásával. Szakmája legapróbb részleteit és vonatkozásait is beemelte a sebészet szakirodalmába, így például tanulmányozta és összefoglalta a testalkat, az életkor és a nem sebészeti vonatkozásait, a szervezet reakcióját a műtéti varratokra, valamint a helyi érzéstelenítés szerepét az idegsebészetben.

### Társasági tagságai és elismerései
1922-ben a Magyar Tudományos Akadémia levelező, 1935-ben rendes tagjává választották. Halálakor egy sor szakmai egyesület elnöke volt, így 1922 óta a Magyar Sebész Társaságnak, 1926-tól az Igazságügyi Orvosi Tanácsnak, 1934-től a Magyar Országos Orvosszövetségnek és a Budapesti Orvosegyesületnek, 1936-tól az Országos Orvosi Kamarának. 1940–1941-ben a Magyar–Német Társaság társelnöke volt.
Orvosi munkássága elismeréseként 1930-ban a Corvin-koszorú, 1938-ban a Corvin-lánc díjazottjai közé tartozott. 1940-ben a debreceni Tisza István Tudományegyetem díszdoktorává avatták.

### Főbb művei
- A vastagbél elsődleges sarcomája. Budapest: Pesti Lloyd. 1904.
- A varróanyagok a szervezetben. Budapest: Pesti Lloyd. 1906.
- A sebészet tankönyve I–III. Budapest: (kiadó nélkül). 1910–1911.   (Manninger Vilmossal)
- Sebészeti jegyzetek. Szerk. Gáspár Ferenc. Budapest: Mai. 1921.
- A lép sebészete. Budapest: Magyar Tudományos Társaság Sajtóvállalata. 1924.
- Az alkat sebészi jelentősége. Budapest: Egyetemi ny. 1927.
- A szemüreg sebészete I–II. Budapest: Egyetemi ny. 1930–1931.
- Sebészklinikai előadások I–IV. Budapest: Eggenberger. 1930–1934.